# شينا بف
شينا بف (بالإنجليزية: Sheenagh Pugh)‏‏ (20 ديسمبر 1950 في برمينغهام -  )؛ روائية من المملكة المتحدة.